# 余寬 (永樂舉人)
余寬（14世紀—15世紀），字仲仁，江西贛州府贛縣人，明朝政治人物。

## 生平
余寬是永樂十八年（1420年）庚子科江西鄉試舉人，正統元年（1436年）授金華知縣，按籍定差平均徭役，並勸諭人民拿出糧食準備旱災粟，後因事降為主簿，景泰元年（1450年）擢沙縣知縣，當時地方因鄧茂七作亂而付諸一炬，他到任後重建公署、招集流亡，刑部侍郎薛希璉很是倚重他，沙縣人得以保全，因勞瘁在任內去世，百姓非常傷心，為他建祠紀念，兩地均入祀名宦祠。

## 引用
1. 1 2  民國《贛縣志·卷三十三·人物志》：余寬，字仲仁，永樂庚子鄉薦，初授金華知縣，復除沙縣，時因鄧茂七之亂，邑遭屠燼，百里盡為榛莾，寬至重建公署，招集流亡，鎮守刑部侍郎薛希璉一切倚賴之，寬亦殫思竭力為之經理，閭非粗復舊觀，父子妻孥始得保聚，竟以勞瘁卒於官，百姓哀之，建祠祀名宦。（沙縣名宦志）
2. ↑  光緒《金華縣志·卷七·志人物第三》：余寬，贛州人，正統元年以舉人知縣事，按籍定差以均役，勸民出粟備荒，事無煩擾、姦頑遁迹，後改知長沙縣 《通志》作長洲，祀名宦。 戚志
3. ↑  同治《沙縣志·卷十一·政績》：余寬，字　　，由主簿景泰初因鄧寇之亂，遂擢沙令，時屠焚之餘，田里繹騷，百里莽為荒墟，寬至署居無所露立荊棘中，兼以瘡痍殘喘呻吟環四旁，寬撫之不方□□漸舒，百廢次舉馴，以劬□□卒於官，民哀之□□□妣。 郡志闕，舊二志有